# NGC 846
NGC 846 is een balkspiraalstelsel in het sterrenbeeld Andromeda. Het hemelobject werd op 22 november 1876 ontdekt door de Franse astronoom Édouard Jean-Marie Stephan.

## Synoniemen
- NGC 847
- PGC 8430
- IRAS02090+4420
- UGC 1688
- ZWG 538.32
- MCG 7-5-24
- VV 791